# Marie-France Castonguay-Thibaudeau
Marie-France Castonguay-Thibaudeau est une infirmière, administratrice, chercheur et professeur québécoise née à Causapscal le 15 mai 1931.
Elle a poursuivi ses études d'infirmière à l'Hôpital Sainte-Justine, puis à l'École d'hygiène de l'Université de Montréal, à l'Université McGill et à l'Université Yale.

## Honneurs
- Mérite de l'Ordre des infirmières et infirmiers du Québec (1990)
- Mérite du Conseil interprofessionnel du Québec.
- Prix Ethel-Johns de l'ACEUN
- 1992 :  Chevalier de l'Ordre national du Québec
- Doctorat honorifique de l'Université du Québec à Trois-Rivières.